# 刁彥能
刁彥能，字德明，上蔡人，五代十国杨吴、南唐官员。
父亲刁禮，遇亂迁居宣州。刁彥能年少孤貧，事母孝顺。开始隶属于宣州宁国军节度使王茂章。906年，王茂章叛吳，率众投奔吴越国，刁彦能在帳下當從，以母亲年老推辞，不跟从同行，对王茂章说：「老母在此，不能捨而從公，敢請死！」王茂章让他回到宣州。登城告诉兵众说：“王府命我召集告谕你们，大兵就要到了。”众人因此安定下来。徐溫以他为軍校，在廣陵事奉其子徐知訓。刁彥能经常上書切諫徐知訓狂恣，徐知訓不聽，也不加罪。牙將馬謙率衆擁吳王杨隆演登宮門，將殺徐知訓，刁彥能斬杀馬謙，得到賞赐甚厚。刁彥能知道徐温的养子徐知诰有人望。徐知訓想要加害徐知诰，徐知训和徐知诰一起喝酒，在土室中埋伏了甲兵，准备杀死徐知诰，而伏劍。刁彥能行酒，以手抓徐知诰，徐知诰于是起去。又一回，徐知训的弟弟徐知谏暗踩徐知诰的脚以示意，徐知诰假装起来上厕所而逃走。徐知训把剑交给刁彦能，让他去追赶杀掉徐知诰。刁彦能骑马追到半路上，只是举起剑来向徐知诰表示一下就回去了。回来后告诉徐知训说是没有追上。918年，徐知訓遇害后，徐温谴责徐知训的左右将领不能匡救他的责任，让他们都承担了应有的罪责。唯独刁彦能经常规劝徐知训，徐温很赏识他。让他在潤州事奉徐知谏，转任为裨將。徐知诰代吳称帝后，刁彥能入朝爲環衛，官至天成軍都虞候、左街使。金陵大水，秦淮河溢，刁彥能請築堤爲斗門疏導，水患稍息。唐元宗嗣立，出爲永平軍節度使。改任饒州、信州刺史。又改任建州留後、绍武軍節度使。刁彥能喜欢讀書，在鎮委任文吏，有治绩。喜欢作詩，與李建勳相贈答。元宗知道后，说：「还不知道刁彥能是西班學士啊。」为人严肃庄重。保大末年去世，年六十八岁。其子刁衎。